# خبير

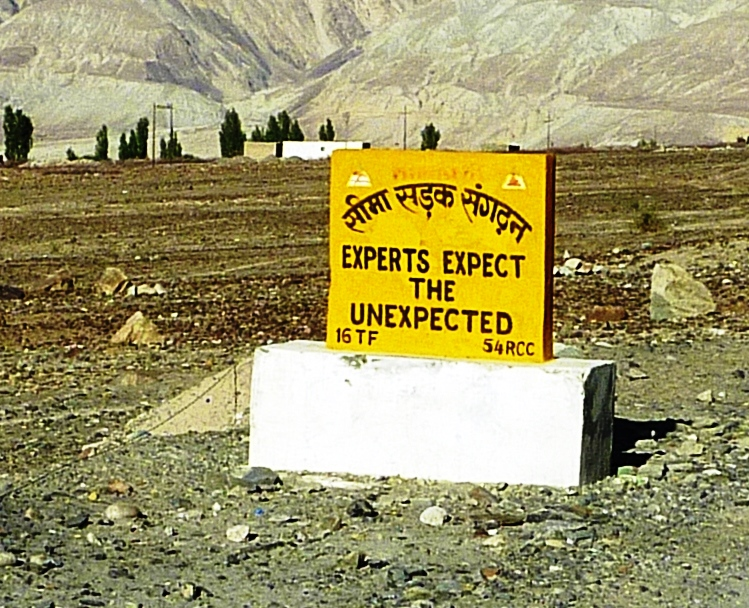

الخبير هو شخص معترف بهِ كمصدر للخبرة في فرع من فروع المعرفة، وعلى الأخص في مجال المال والتجارة أو خبير في علم الاقتصاد (خبير أقتصادي) أو في أحد فروع الهندسة: خبير معماري، خبير جيولوجي، خبير مباني، خبير منشآت مثل الكباري، أو خبير مفرقعات، وغيرها. والخبير هو شخص يتمتع بفهم وكفاءة واسعة وعميقة من حيث المعرفة والمهارة والخبرة من خلال الممارسة والتعليم في مجال أو مجال دراسة معين. بشكل غير رسمي، الخبير هو شخص معروف على نطاق واسع كمصدر موثوق للتقنية أو المهارة، يتمتع بسلطة ومكانة مرموقة من أقرانه أو الجمهور في مجال محدد ومتميز، ويتمتع بمعرفة أو قدرة واسعة مبنية على البحث أو الخبرة أو المهنة وفي مجال دراسة معين. وقد تعتمد المحاكم على الخبير الاختصاصي في بعض قضاياها، وتعترف بما يقدمه من تقرير خبرة.
يوكل الخبير لإعطاء خبرتهِ عن منشأة أو عمل معين، وقد يكون طبيبا ويطلب منهُ إعطاء تقرير خبير عن عملية جراحية تمت، أو يمكن أن يكون محللاً نفسياً، وتطلب منهُ المحكمة تقريرا عن نفسية أحد المتهمين أو المسجونين، وهو يجري ذلك عادة في تقرير خبرة يضم إلى قرار حكم المحكمة.
يُستدعى الخبراء للحصول على المشورة في موضوعهم، لكنهم لا يتفقون دائمًا على تفاصيل مجال الدراسة. يمكن الاعتقاد بأن الخبير، بحكم شهاداته أو تدريبه أو تعليمه أو مهنته أو منشوراته أو خبرته، يمتلك معرفة خاصة بموضوع ما تتجاوز معرفة الشخص العادي، كافية ليتمكن الآخرون رسميًا (وقانونيًا) من الاعتماد على رأيه في ذلك الموضوع. تاريخيًا، كان يُشار إلى الخبير بالحكيم. كان هذا الشخص عادةً مفكرًا عميقًا يتميز بالحكمة والحكمة السليمة.

## صفات الخبير
- يتعرف على العلاقات ذات الأهمية في المشكلات.
- يعمل بنشاط ويندر وقوعه في الخطأ.
- ذو ذاكرة جيدة في المدى الطويل والمتوسط.
- يهتم بجذور المشكلة، بعيدة عن الرؤية السطحية.
- يقضي وقتا طويلا في التحليل المثمر.
- يستطيع تقييم ذاته بمعنى يعرف حدود خبرته.
- يبت فقط في الفرع الذي تعلمه واكتسب فيهِ الخبرة.

## اقرأ أيضا
- تثمين
- مثمن (اقتصاد)
- تخصيص الأموال
- حجم الأعمال (اقتصاد)